# Śmietanki (Kościesze)
Śmietanki – przysiółek część wsi Kościesze położony w Polsce, w województwie mazowieckim, w powiecie pułtuskim, w gminie Świercze, sołectwo Kościesze.
W latach 1975–1998 miejscowość administracyjnie należała do województwa ciechanowskiego.